# اسوانتون (نبراسکا)
اسوانتون(به انگلیسی: Swanton) شهری در ایالت نبراسکا کشور ایالات متحده آمریکا است که جمعیت آن در سرشماری سال ۲۰۱۰ میلادی، ۹۴ نفر بوده‌است.